# Khartoumstadion
Het Khartoum (Internationaal) Stadion (استاد الخرطوم) is een multifunctioneel station in Khartoem, de hoofdstad van Soedan. Het stadion wordt vooral gebruikt voor voetbalwedstrijden. 
In het stadion kunnen 23.000 toeschouwers. Het wordt gebruikt als thuisstadion van Al-Ahli Khartoum en Al-Khartoum SC.

## Internationale toernooien

### Afrikaans kampioenschap voetbal 1957
In 1957 werd in dit stadion het Afrikaans kampioenschap voetbal gehouden. Het was de eerste editie van dit toernooi. Op het toernooi werden slechts twee wedstrijden gespeeld. Een halve finale en de finale. Oorspronkelijk stond er ook een tweede halve finale gepland tussen Ethiopië en Zuid-Afrika, deze wedstrijd kwam echter te vervallen. 
| № | Datum            | Wedstrijd         | Uitslag | Afrika Cup 1957 | Toeschouwers |
| - | ---------------- | ----------------- | ------- | --------------- | ------------ |
| 1 | 10 februari 1957 | Soedan – Egypte   | 1 – 2   | Halve finale    | 30.000       |
| 2 | 16 februari 1957 | Egypte – Ethiopië | 4 – 0   | Finale          | 30.000       |

### Afrikaans kampioenschap voetbal 1970
In 1970 werd in dit stadion het Afrikaans kampioenschap voetbal gehouden. Alle wedstrijden uit groep A werden in dit stadion en daarna alle wedstrijden in knock-outfase van het toernooi. 
| №  | Datum            | Wedstrijd                                 | Uitslag | Afrika Cup 2011 | Toeschouwers |
| -- | ---------------- | ----------------------------------------- | ------- | --------------- | ------------ |
| 1  | 6 februari 1970  | Kameroen – Ivoorkust                      | 3 – 2   | Groepsfase      | 14.400       |
| 2  | 6 februari 1970  | Soedan – Ethiopië                         | 3 – 0   | Groepsfase      | 14.000       |
| 3  | 8 februari 1970  | Kameroen – Ethiopië                       | 3 – 2   | Groepsfase      | 14.000       |
| 4  | 8 februari 1970  | Ivoorkust – Soedan                        | 1 – 0   | Groepsfase      | 9.800        |
| 5  | 10 februari 1970 | Ivoorkust – Ethiopië                      | 6 – 1   | Groepsfase      | 9.800        |
| 6  | 10 februari 1970 | Soedan – Kameroen                         | 2 – 1   | Groepsfase      | 9.800        |
| 7  | 14 februari 1970 | Ivoorkust – Ghana                         | 1 – 2   | Halve finale    |              |
| 8  | 14 februari 1970 | Verenigde Arabische Republiek – Soedan    | 1 – 2   | Halve finale    |              |
| 9  | 16 februari 1970 | Verenigde Arabische Republiek – Ivoorkust | 3 – 1   | Troostfinale    |              |
| 10 | 16 februari 1970 | Soedan – Ghana                            | 1 – 0   | Finale          |              |

### African Championship of Nations 2011
Daarnaast was dit stadion ook een van de stadion die werden ingezet op het African Championship of Nations 2011. Er werden op dat toernooi 6 groepswedstrijden in dit stadion gespeeld. Ook de kwartfinale tussen Zuid-Afrika en Algerije en de kwartfinale tussen Tunesië en Congo-Kinshasa. De laatste wedstrijd op dit toernooi was een halve finale (Algerije–Tunesië).